# 他泊花园

全景

48°06′51″N 1°40′12″W / 48.11416667°N 1.67°W

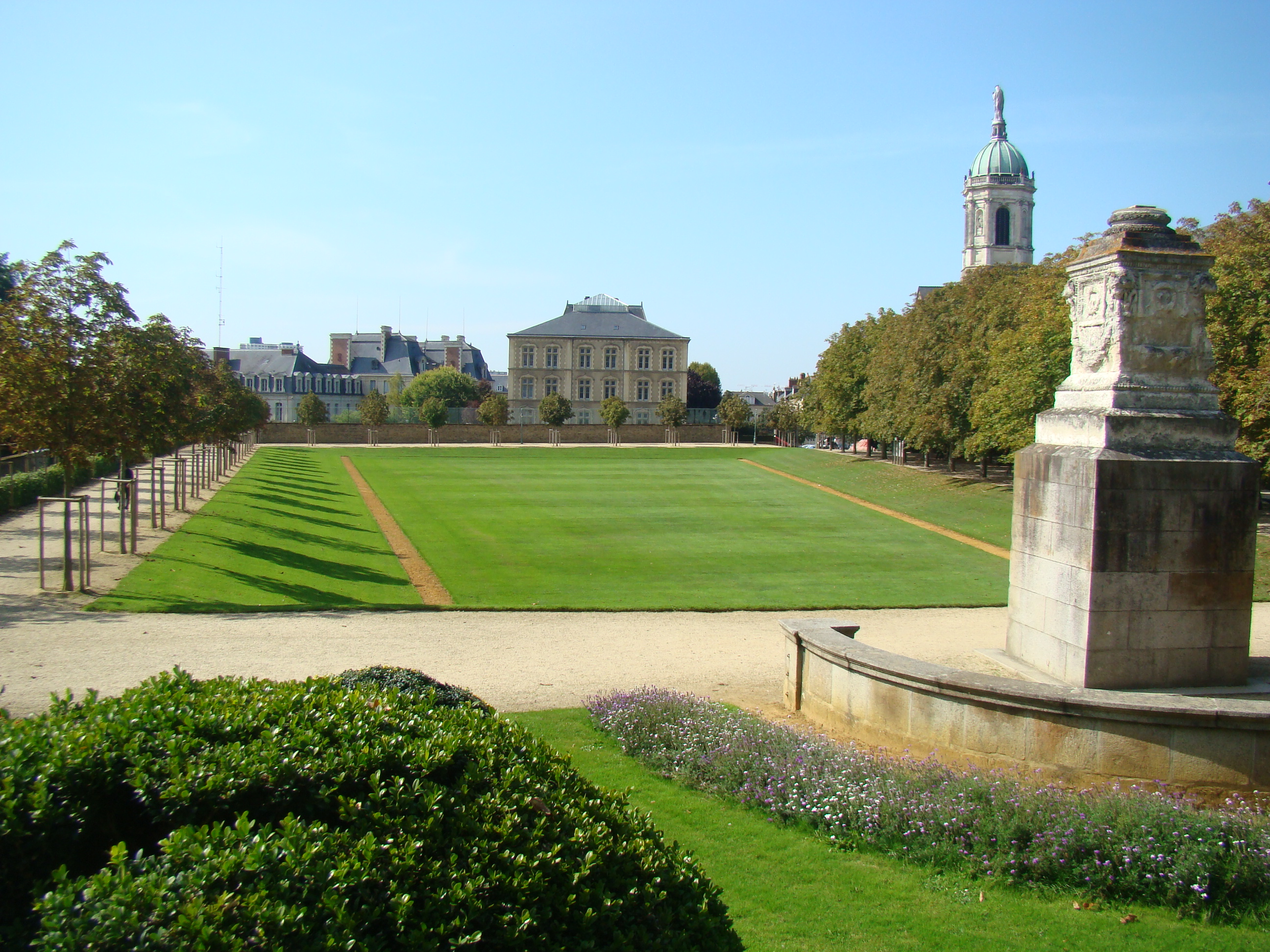
从石拱桥看广场

他泊花园（Parc du Thabor），新教译名他泊花园，是法国雷恩市中心的一座建於1860年，竣工于1867年的公园，占地超过10公顷，包含一个法式花园、一个英式花园和一个植物园。其名称来源于以色列的他泊山，那是一座石灰岩山，俯瞰西南方的加利利湖。
他泊花园的南面是马尔特诺街（rue Martenot）和巴黎街（rue de Paris），东面是安妮公爵夫人大道（Boulevard de la Duchesse Anne），北面是巴勒斯坦街（rue de la Palestine）。公园的西面毗邻圣梅莱恩圣母院（Notre-Dame en Saint-Melaine），圣梅莱恩广场（Saint-Melaine）的入口是距离市中心最近的入口。 
公园共有6个入口，分别位于上述的各街道，全年开放。

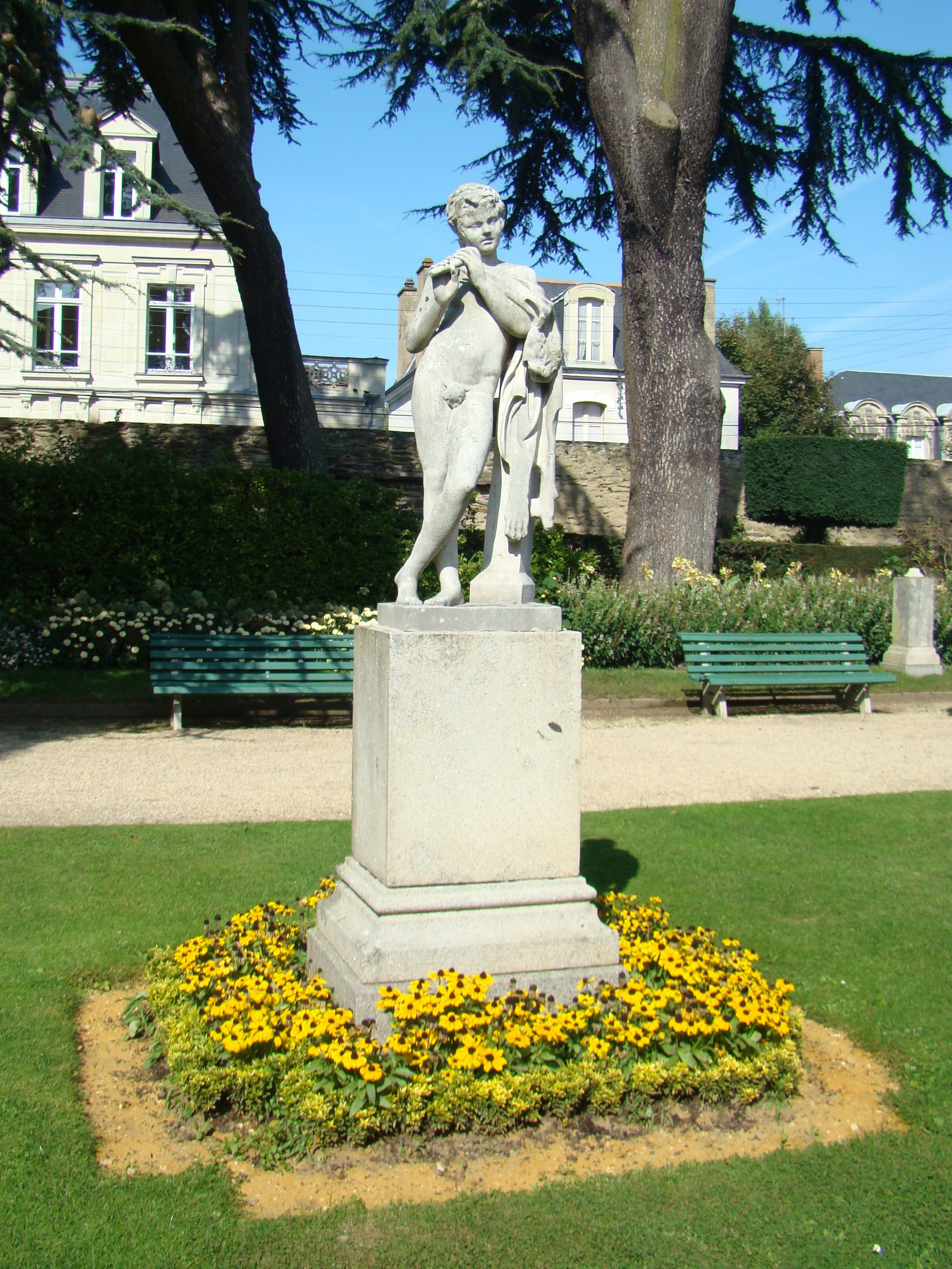
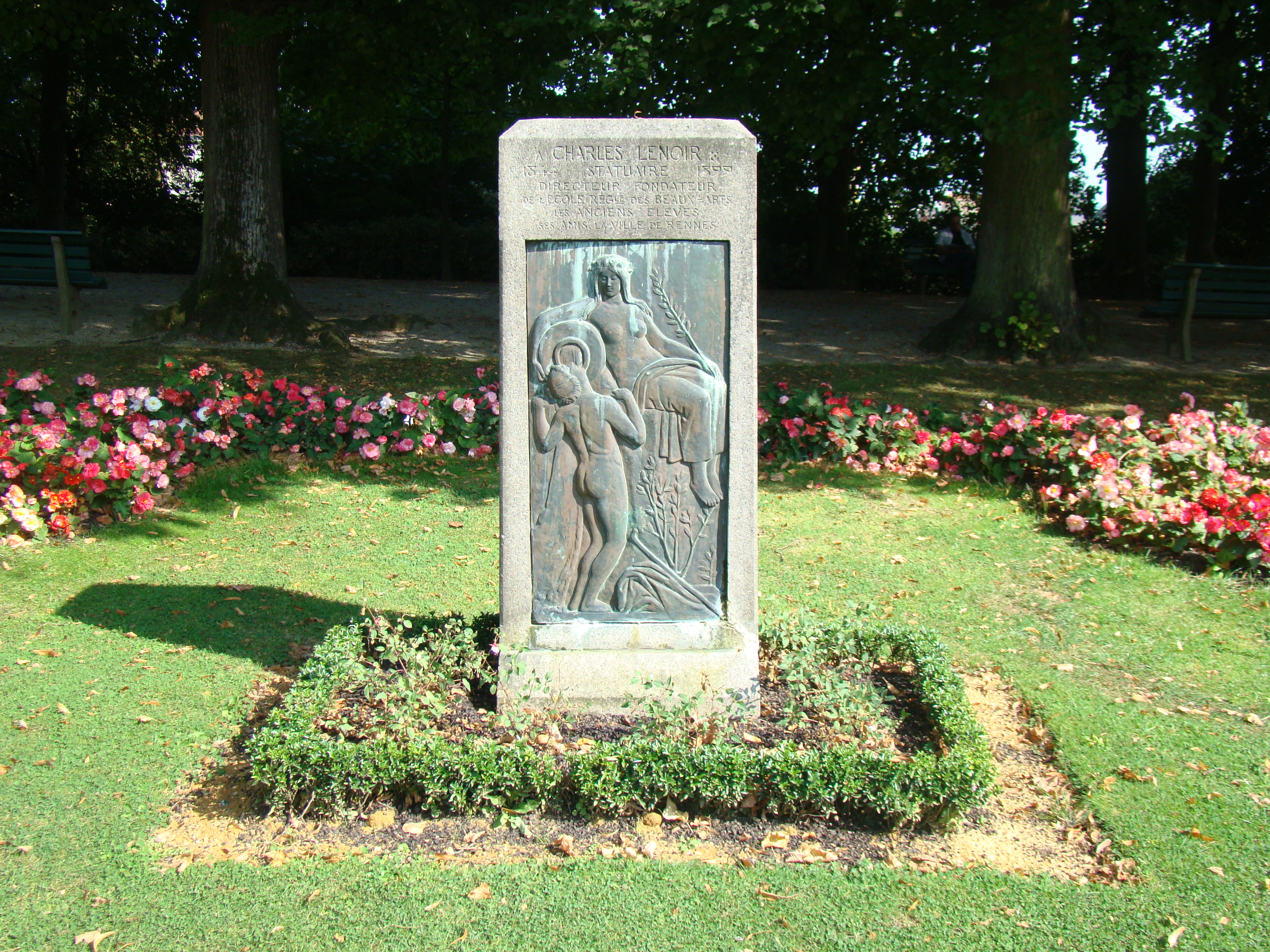
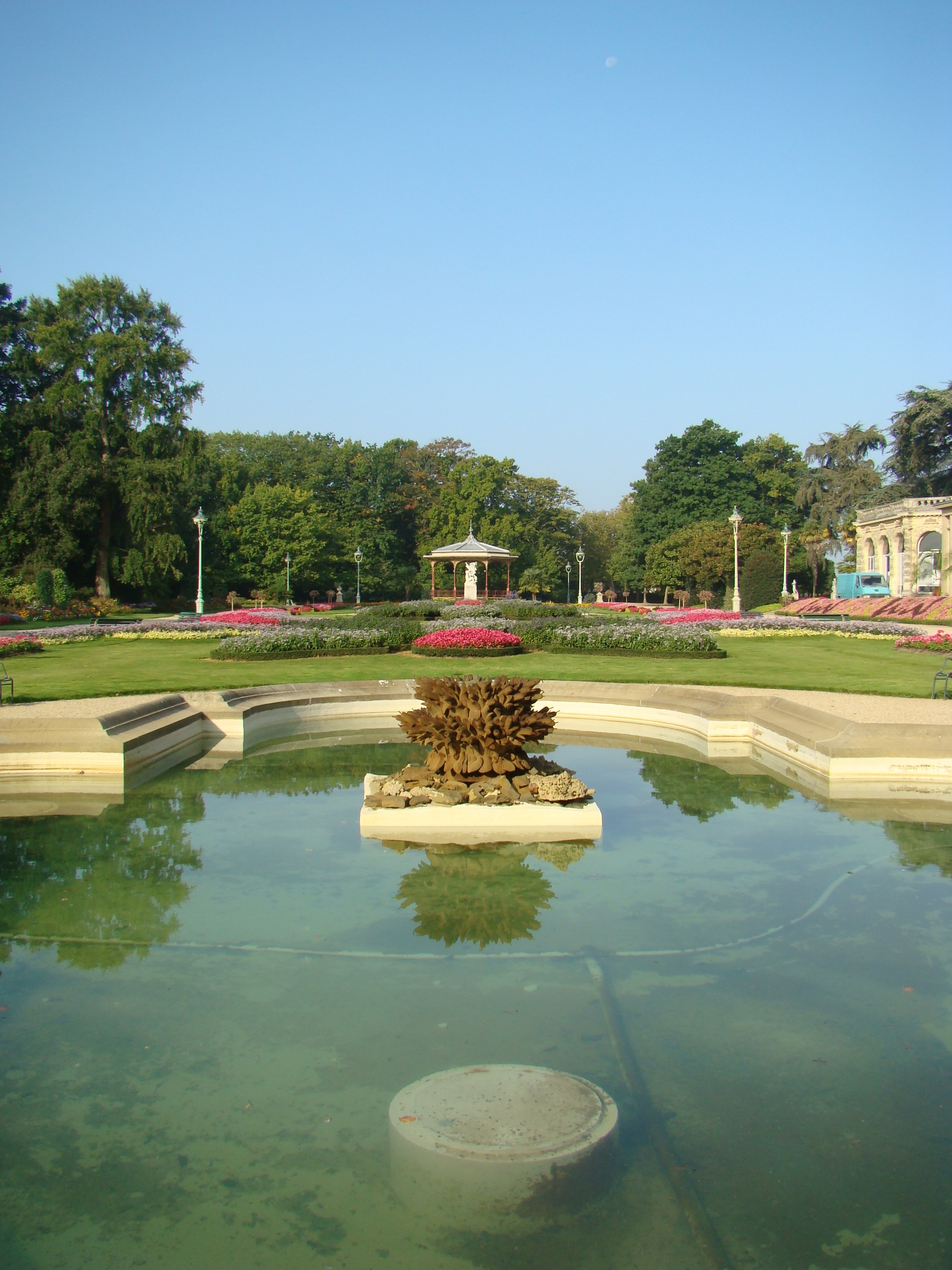
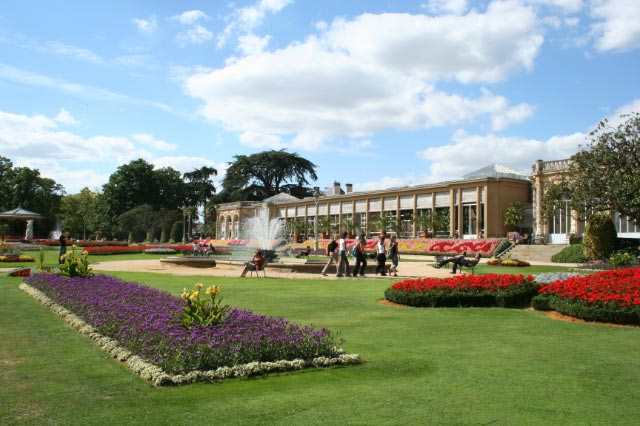
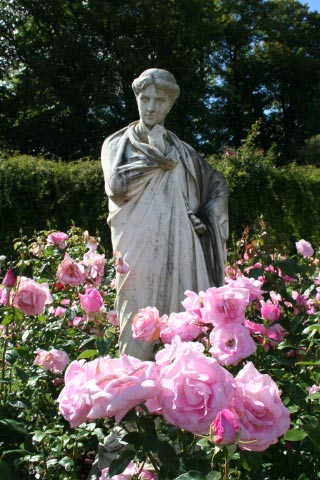
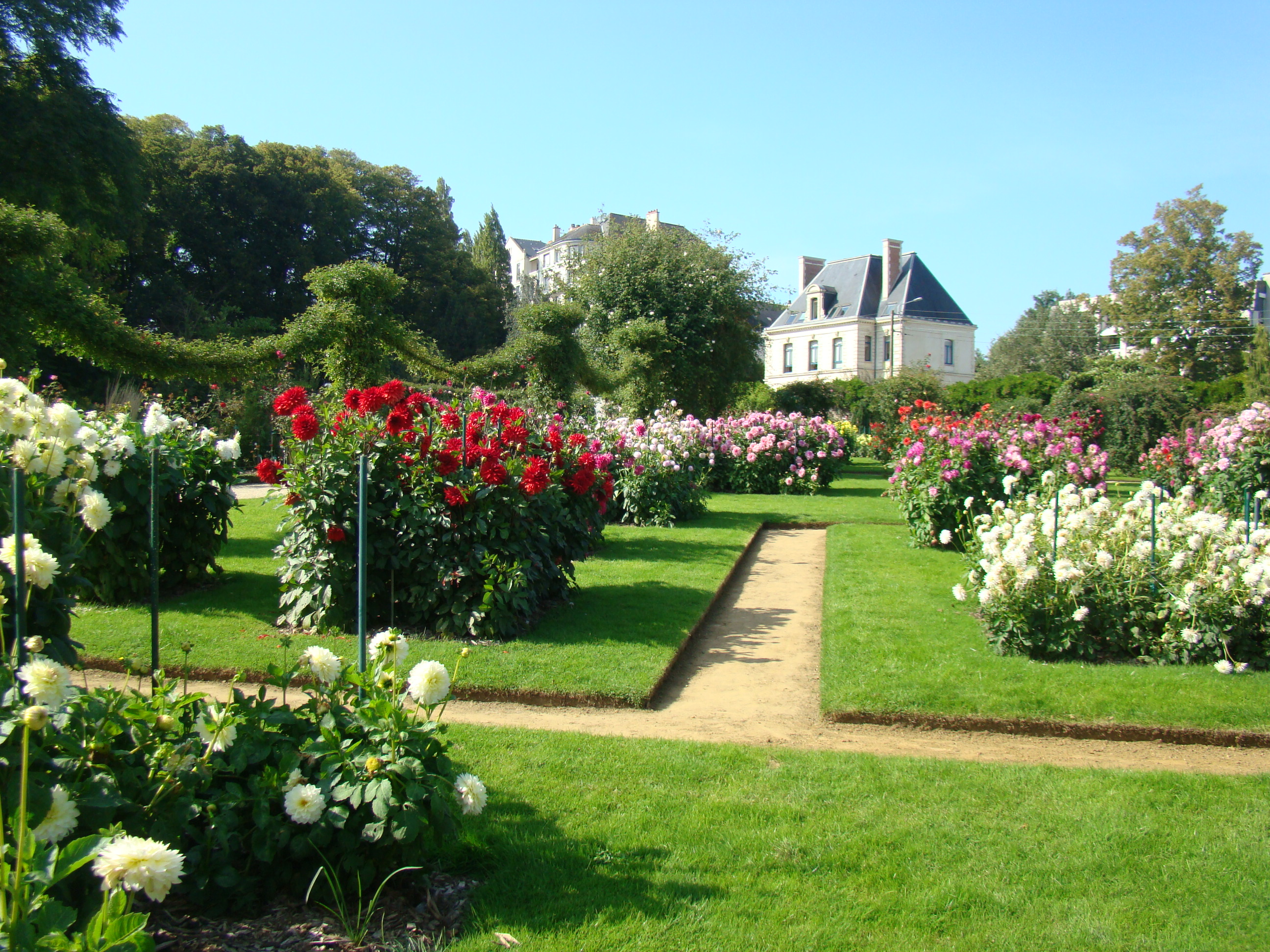
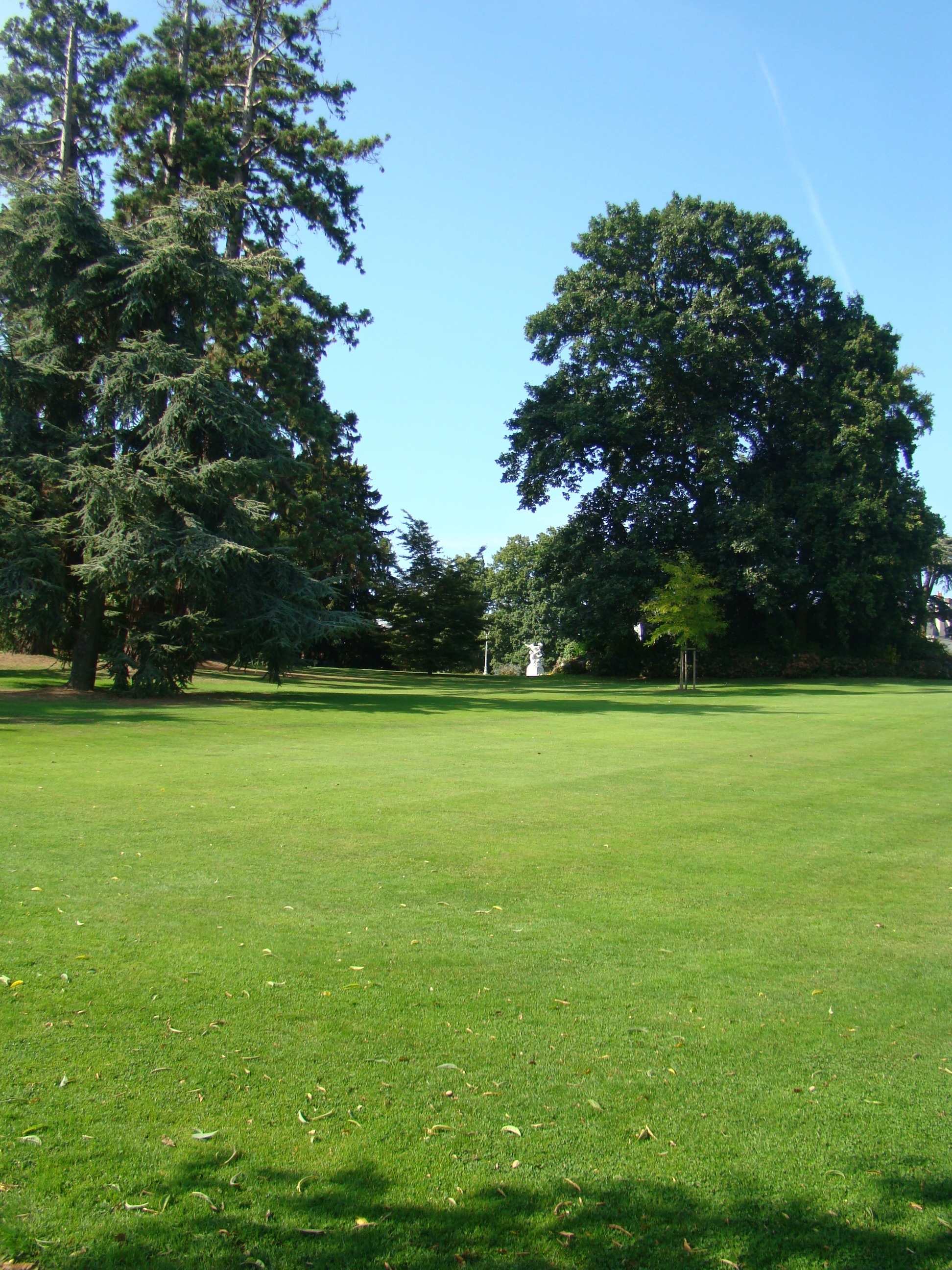
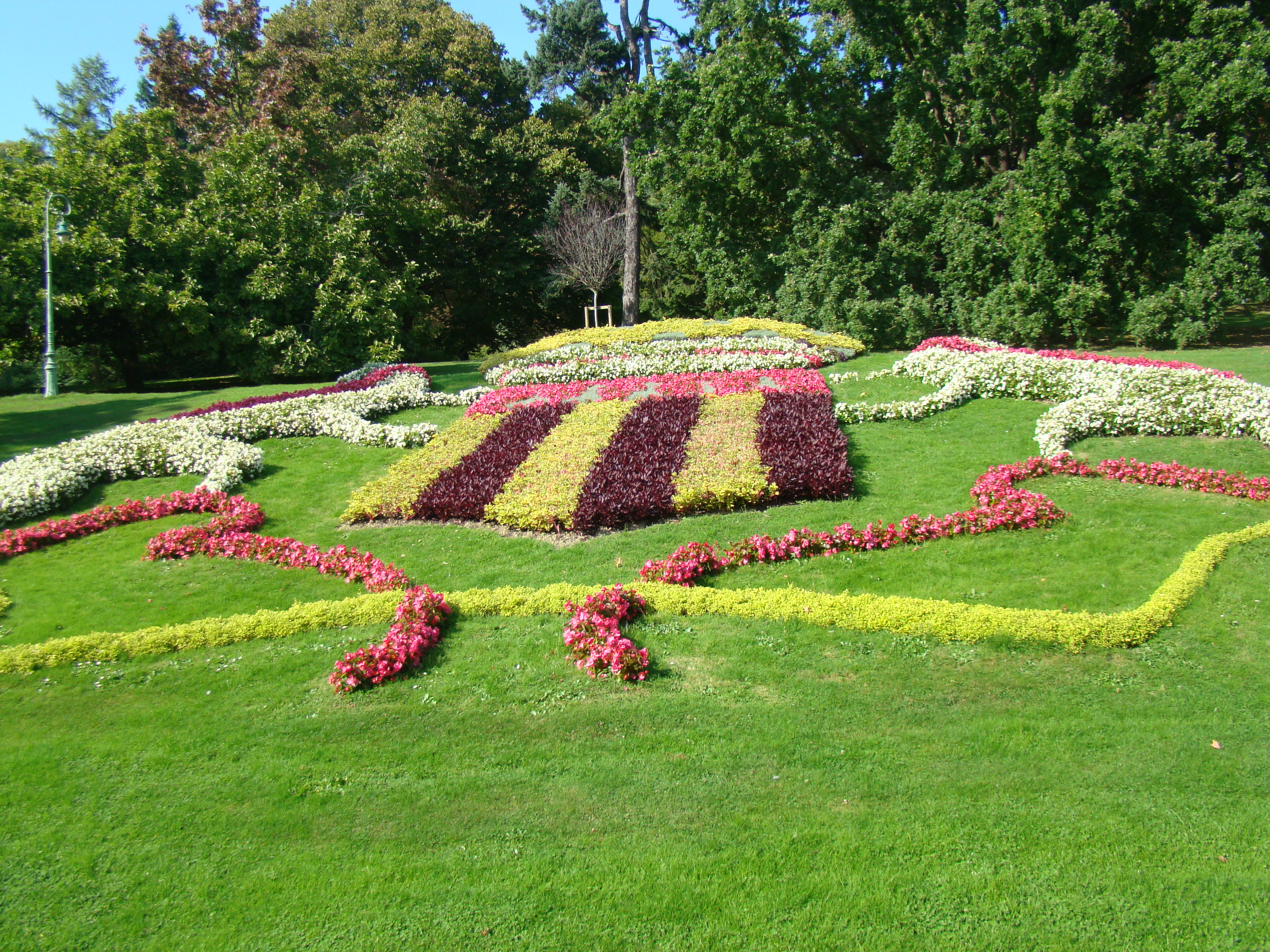